# Округ Кендал (Илиноис)
Округ Кендал (енгл. Kendall County) је округ у америчкој савезној држави Илиноис.

## Демографија
По попису из 2010. године број становника је 114.736, што је 60.192 (110,4%) становника више него 2000. године.
| Група             | 2000.          | 2010.          |
| Белци             | 48.677 (89,2%) | 85.156 (74,2%) |
| Афроамериканци    | 718 (1,3%)     | 6.585 (5,7%)   |
| Азијати           | 480 (0,9%)     | 3.467 (3,0%)   |
| Хиспаноамериканци | 4.086 (7,5%)   | 17.898 (15,6%) |
| Укупно            | 54.544         | 114.736        |